# Großer Kornberg
Der Große Kornberg mit seinem 827 Meter hohen Gipfel ist der nordöstliche Eckpfeiler des Fichtelgebirges. Er ist der höchste Berg auf dem bewaldeten Höhenrücken des Kornberg-Massivs, der schon von Weitem durch den ehemaligen Aufklärungsturm der Bundeswehr erkennbar ist, und der Hausberg von Schönwald und Schwarzenbach an der Saale. Naturräumlich gehört er zur Haupteinheit Hohes Fichtelgebirge (394). Seit September 2010 existiert ein Neuentwurf der Naturräume Nordostbayerns, laut der der Waldsteinzug (inklusive Kornberg) eine eigenständige Einheit ist. Nach Nordosten schließt sich der Rehauer Forst an.
Er besteht aus Granit, der in den unteren Lagen grobkörnig, in den oberen feinkörniger ist. Aufgelassene Steinbrüche zeugen vom einstigen Handwerk der Steinmetzen.
Am Kornberg fehlen die imposanten Felstürme und Blockmeere, wie man sie von anderen Berggipfeln des Fichtelgebirges gewohnt ist. Jedoch besitzt der Nebengipfel Hirschstein viele steile, teilweise senkrecht abfallende Felstürme, dort befand sich die nur noch in spärlichen Resten erhaltene mittelalterliche Burg gleichen Namens. Am Kornberg gibt es als weitere Sehenswürdigkeiten die Zigeunersteine mit dem Wackelstein und die Schönburgwarte mit gutem Fernblick. Für die Skifahrer ist ein Lift mit Flutlicht-Anlage vorhanden.

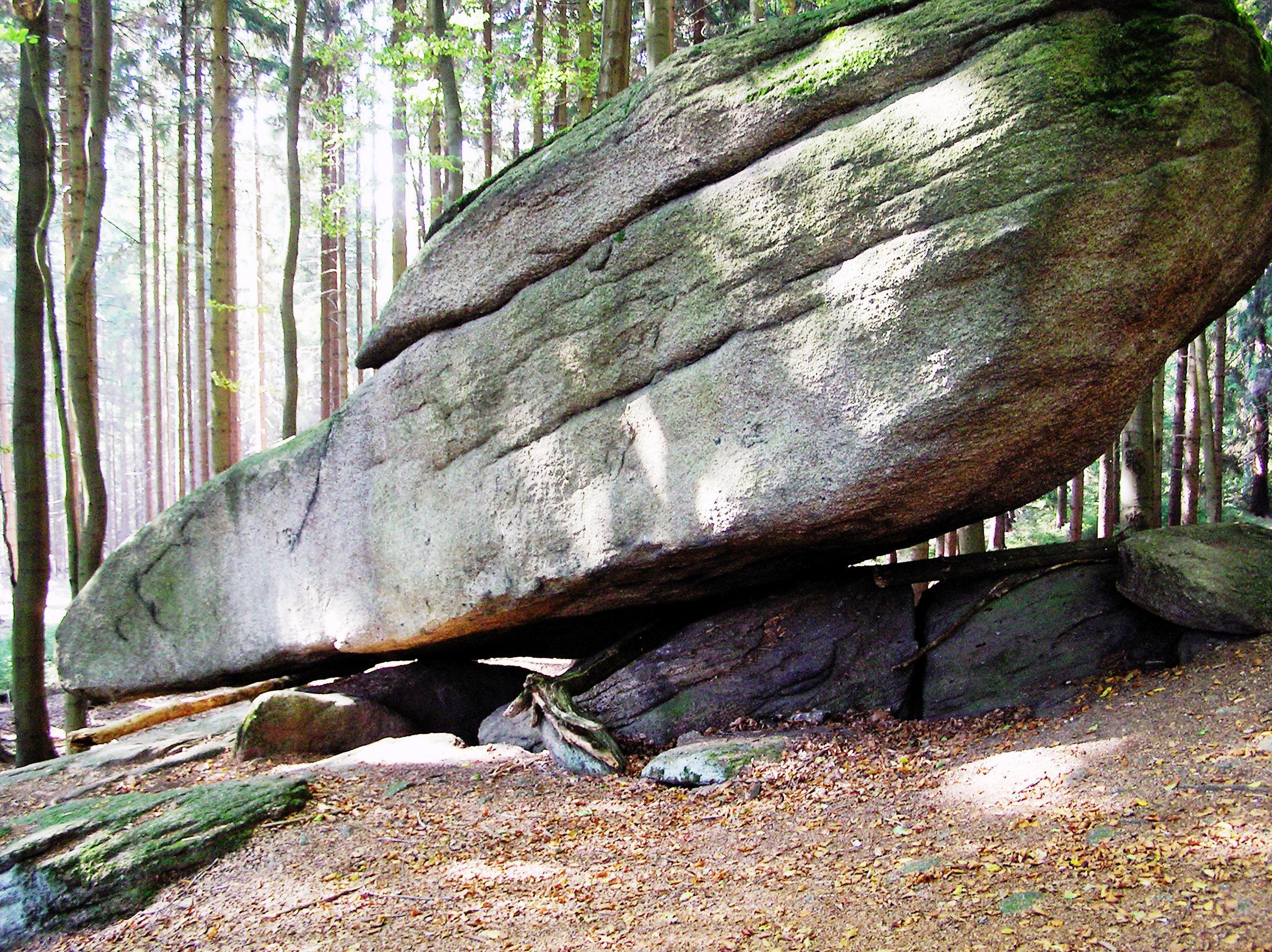
Wackelstein

## Namensherkunft
Zwar erscheint eine Assoziation mit Korn auf den ersten Blick naheliegend, doch ist dies ein Trugschluss. Schon aus Gründen der rauen und steinigen Bodenbeschaffenheit hat sich der Kornberg höchstwahrscheinlich nie zum Kornanbau geeignet. Vielmehr ist in alten Urkunden von einem „Kurnberg“ zu lesen.

Zum Wortbestandteil Kurn gibt es verschiedene Erklärungsansätze. Einer verweist auf das slawische kur für Auerhahn, ein anderer auf das mittelhochdeutsche kurbe für Kurve. Ein früher Kornhandel einiger Besitzer des Schlosses Hirschstein erscheint dagegen als eher unwahrscheinlich. Am plausibelsten ist jedoch die Bedeutung Mühlenberg von mittelhochdeutsch kurn für Mühle. Darauf deutet auch der ehemals am Nordwesthang gelegene Ort Mühlhausen hin, der bereits Ende des 14. Jahrhunderts wüst lag. Noch weiter geht eine Erklärung, nach der eine falsche Transkription des Wortes myl als kurn (von mühl) vorliegt. Hierbei steht myl für gerodet; es handelt sich beim Kornberg demzufolge um einen kahlen Berg, der vormals bewaldet war. Eine vorbeiführende Altstraße sorgte für gute Transportbedingungen.
Der bis ins 19. Jahrhundert verwendete Name Waldsteiner Kette für die Nordwestflanke des Fichtelgebirges geriet in Vergessenheit und wird nicht mehr verwendet.

## Schönburgwarte
Der 1954 eingeweihte Turm Schönburgwarte ist nicht das erste Bauwerk auf dem Kornberg. Im Herbst 1849 errichtete der Zimmermeister Ulrich Hallmeyer aus Kirchenlamitz einen der Landesvermessung dienenden hölzernen Turm von 70 Fuß Höhe auf einem Steinfundament. 20 Mann arbeiteten zwei Wochen lang am Bauwerk, das 460 Gulden kostete. Als es baufällig wurde, errichtete die Sektion Fichtelgebirge des Deutschen und Österreichischen Alpenvereins (Vorgängerin des Fichtelgebirgsvereins) 1885 einen 23 Meter hohen Aussichtsturm aus Holz, den Baurat Winnerling, Wunsiedel, plante. Den Bau führte Zimmermeister Böhringer, Wunsiedel aus; die Kosten beliefen sich auf 626 Mark. Die Einweihungsfeier war am 2. August 1885.
Den Bauplatz und das benötigte Holz spendete Prinz Ernst von Schönburg-Waldenburg, deshalb erhielt das Bauwerk den Namen Schönburgwarte. Im März 1897 stürzte dieser Holzturm in sich zusammen und noch im Laufe des Jahres beschloss der Fichtelgebirgsverein (FGV) die Errichtung eines Steinturmes, den 1898 Stadtbaurat Thomas aus Hof plante. Es wurden Geldspenden gesammelt; die Alpenvereinssektion Asch trug 365 Mark und der Vogtländische Touristenverein 100 Mark dazu bei. Baumeister Luding aus Pilgramsreuth erhielt den Auftrag, das 19,2 Meter hohe Bauwerk zu errichten, das 7800 Mark kostete.

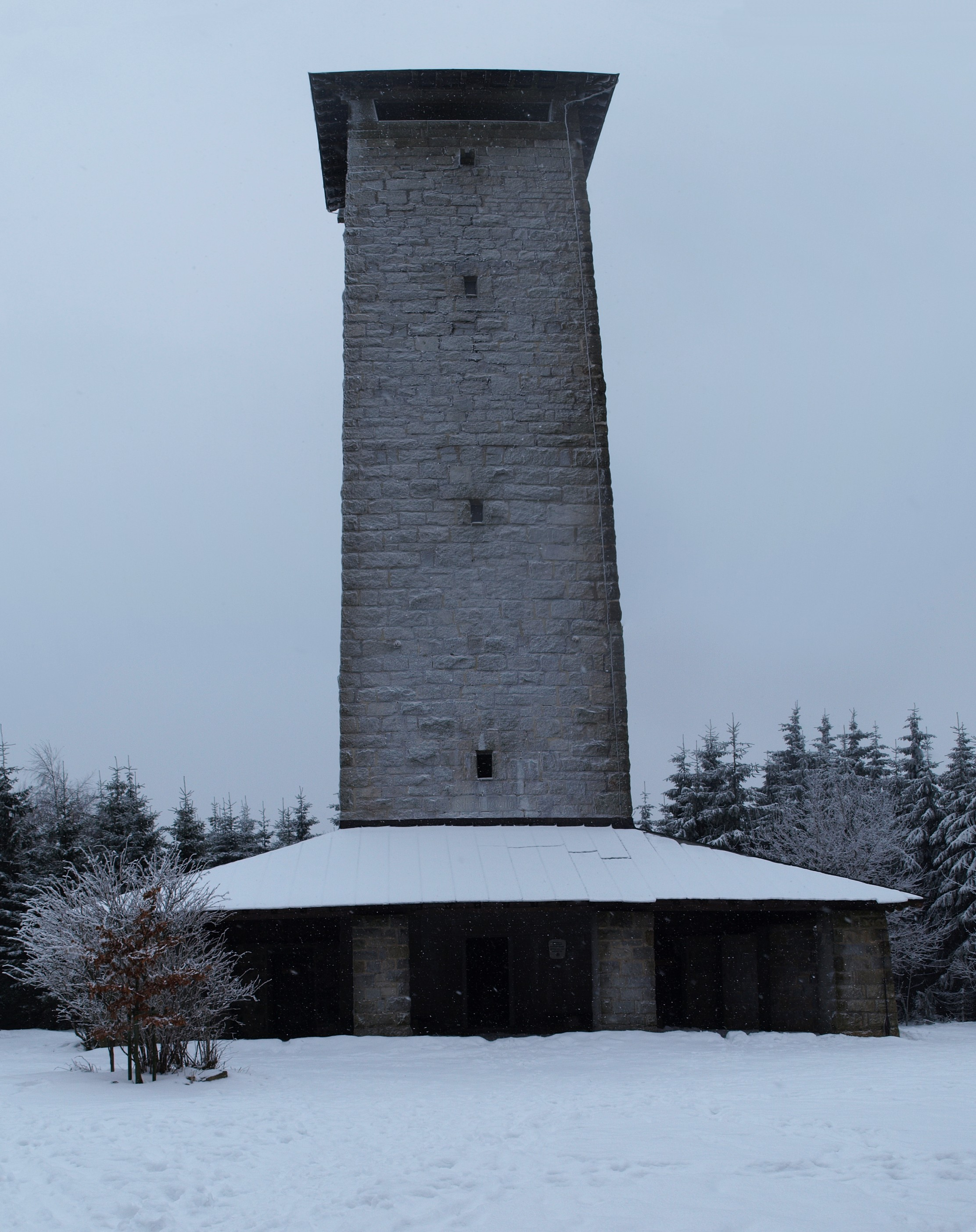
Schönburgwarte

Am 24. Juni 1900 konnte der steinerne Rundbau feierlich der Öffentlichkeit übergeben werden. Nach kurzer Zeit waren bereits Ausbesserungsarbeiten erforderlich, denn der Turm zeigte bedenkliche Risse und musste mit Eisenringen umgeben werden. 1930 war ein Teil der Turmzinnen herabgefallen und der Aufgang im Inneren musste ausgebessert werden. Es verging kein Jahr, in dem die Schönburgwarte nicht Reparaturkosten verursachte. 1936 kam eine fachmännische Untersuchung zu dem Ergebnis, dass der Kornbergturm wegen Baufälligkeit einem Neubau Platz machen müsse. Am 4. Dezember 1938 wurde der Rundturm aus Sicherheitsgründen gesprengt. Der vom FGV vorgesehene Neubau sollte Adolf-Hitler-Turm heißen. Die Bemühungen für einen raschen Wiederaufbau wurden durch den Zweiten Weltkrieg zunichtegemacht.
Am 30. August 1952 wurde ein Verein zum Wiederaufbau des Kornbergturmes gegründet, der Geldmittel für eine neue Aussichtswarte auf dem Kornberggipfel sammelte. Bereits am 23. August 1953 begann man mit dem Neubau (Planung: Oberstadtbaurat i. R. Rudorf, Hof; Bauausführung: Firma Augsten & Scheuerlein, Hof). Am 10. Oktober 1954 versammelten sich etwa 4000 Wanderer zur feierlichen Einweihung und Übergabe des Turmes an die Öffentlichkeit. Der viereckige Turm mit 26 Meter Gesamthöhe, auf den 114 Steinstufen führen, verschlang 62.000 DM an Baukosten, die durch Spenden und Zuschüsse aufgebracht wurden. Augenscheinlich handelt es sich um eine Kopie des Waldenburger Bergfriedes, welcher aufgrund seiner Lage in der DDR unerreichbar geworden war.
Als der Förderverein aufgelöst wurde, ging die Schönburgwarte am 31. Mai 1959 an den Fichtelgebirgsverein über. Die umliegenden FGV-Ortsgruppen Marktleuthen, Niederlamitz, Rehau, Schönwald, Schwarzenbach an der Saale, Selb und Selb-Plößberg übernahmen die Turmbetreuung. 1960 brachten Mitglieder der FGV-Ortsgruppe Niederlamitz mit Unterstützung der Firma Reul-Granit AG einen steinernen Panoramazeiger auf der Turmbrüstung an. An der Eingangsseite befindet sich eine große Steintafel mit den Daten des Turmes. 1964, zum zehnjährigen Bestehen des Turmes, erhielt die Schönburgwarte einen Turmgeist, ein aus Granit gehauenes Männlein, das im Turmeingang steht und die Aufschrift „Der Turmgeist dankt für Deine Spende“ trägt.

## Ruine Hirschstein

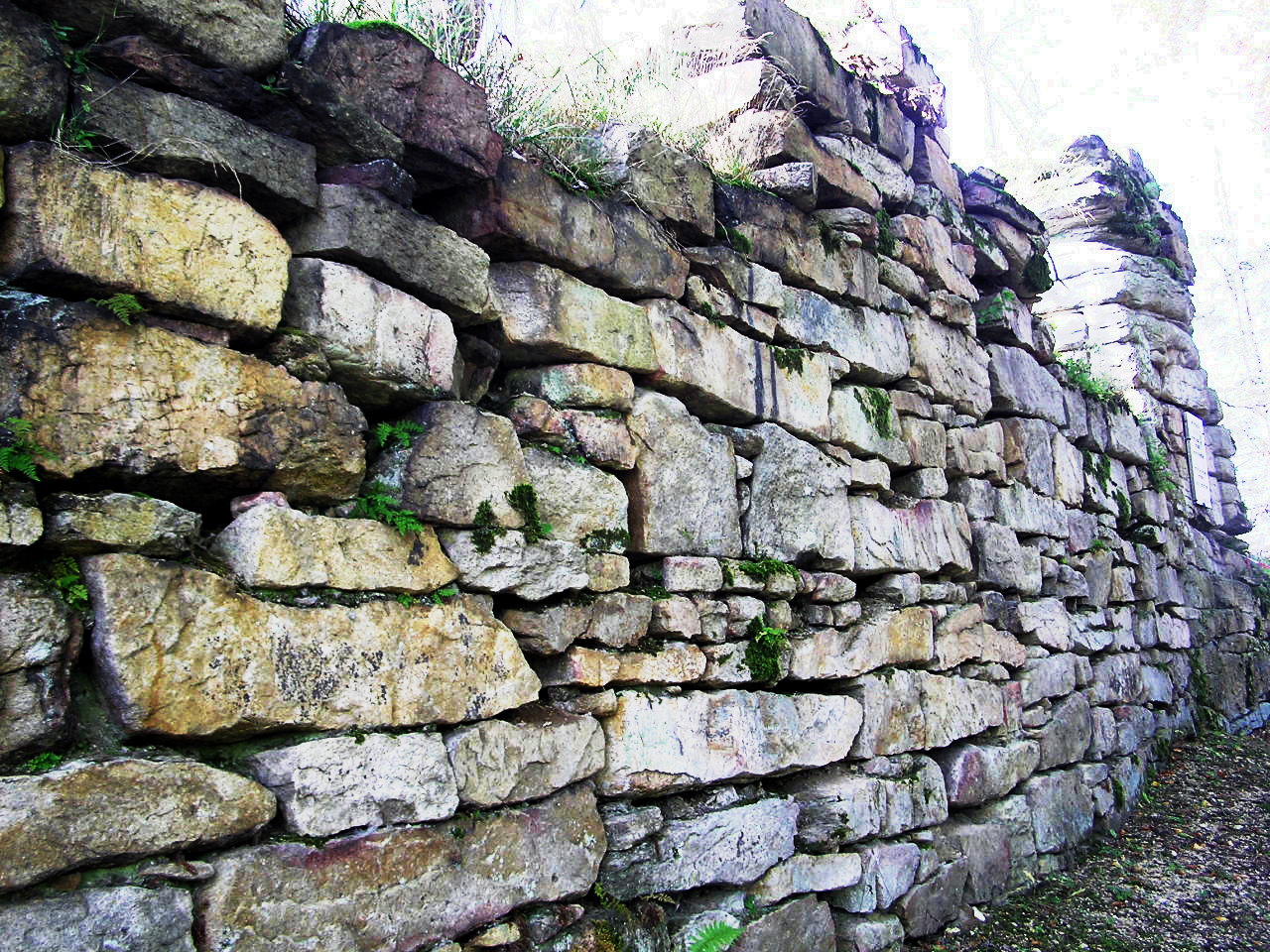
Ruine Hirschstein

Am Nordweg zwischen dem Bahnhof Kirchenlamitz-Ost und dem Kornberggipfel liegt die Felsenburg Hirschstein (744 m ü. NHN). Die Burg, von der nur noch wenige Mauerreste bei einer Felsklippe vorhanden sind, gehörte der Familie von Hirschberg. Sie wurde Mitte des 14. Jahrhunderts zerstört und nicht wieder aufgebaut, die Hirschberger verlagerten sich nach Grünstein. Im Dreißigjährigen Krieg dienten die Ruinen und Gewölbe des alten Schlosses dem Landvolk als Zufluchtsort. Auf markgräflichen Befehl schüttete man im 18. Jahrhundert die Gewölbe zu, da sich „Zigeuner“ und „anderes lichtscheues Gesindel“ darin eingenistet hatten.

## Zigeunersteine

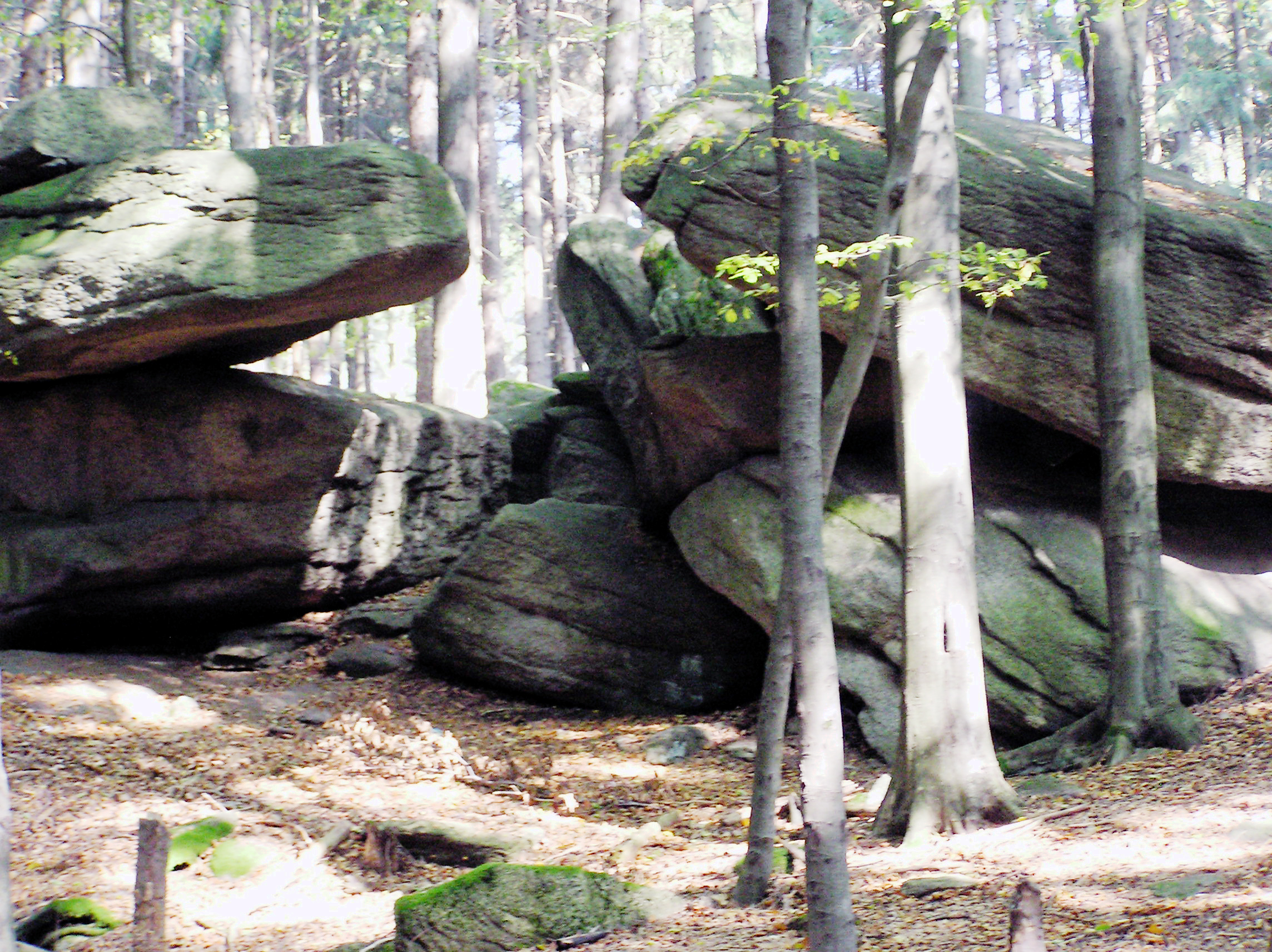
Zigeunersteine

Die Granitfelsengruppe, ein schönes Beispiel für Wollsackverwitterung, liegt am Nordweg vom Bahnhof Kirchenlamitz-Ost zum Gipfel am Westhang des Kornbergs. Der größte Block ist etwa neun Meter lang, vier bis sieben Meter breit und zwei Meter hoch; er soll 250 Tonnen schwer sein. Ein Felsen mit der Bezeichnung Wackelstein lässt sich mit einem Holzriegel zum Wackeln bringen. Die Umgebung soll in alter Zeit nicht sesshaften Bevölkerungsgruppen Zuflucht geboten haben. Im Dreißigjährigen Krieg fanden auch die Bewohner der Umgebung dort Unterschlupf.

## Früherer Aufklärungsturm der Bundeswehr

Ehemaliger Aufklärungsturm der Bundeswehr

Gekennzeichnet wird der Kornberg von dem ab 1973 errichteten und ab 1976 betriebenen Fernmeldeaufklärungsturm der Bundeswehr, der im Volksmund als „Spargel“ bezeichnet wird. Er diente während des Kalten Krieges zum Abhören des militärischen Funkverkehrs der Landstreitkräfte des Warschauer Pakts. Erst in den Jahren nach 1955 erlangte der Berg ernsthafte Bedeutung für die Landesverteidigung. Erste Erkundungstrupps der Bundeswehr wurden 1958 dort gesichtet, ab 1963 verrichteten die Soldaten des damaligen Fernmeldebataillons 220 aus Ansbach-Katterbach ihren ständigen Dienst aus Aufklärungsbaracken auf dem Kornberggipfel. Zudem bezogen sie in 1964 Unterkunftsbaracken im nahen Martinlamitz. Ende 1969 erfuhr die Öffentlichkeit von dem Vorhaben, auf dem Kornberg einen Turm zur Fernmeldeaufklärung zu errichten. Trotz massiver Proteste, insbesondere durch eine Protest-Sternwanderung am 19. November 1969 zum Kornberggipfel, an der geschätzt rd. 2.500 Menschen teilnahmen, erfolgte der erste Spatenstich zum Bau des Turmes am 3. Oktober 1973. Das Richtfest wurde am 10. September 1974 gefeiert, am 26. Oktober 1976 wurde der Turm seiner Bestimmung übergeben. Im Mai 1977 wurde der Bau eines zweiten Stockwerks begonnen, der im Mai 1979 abgeschlossen wurde.
Das Gelände für den Turm einschließlich der Betriebsgebäude erstreckt sich über 26.000 m². Der Turm ist 64 m hoch, der Durchmesser an seinem Fußpunkt beträgt gut 8 m, das Fundament reicht 4,5 m in die Tiefe. Allein für den Turmschaft und das Fundament wurden innerhalb der ersten elf Monate 2500 m³ Beton und 300 t Stahl verbaut.
Betrieben wurde der Turm von der Fernmeldekompanie 946, die ab Dezember 1973 in Hof (Saale) stationiert war. Nach dem Abzug der sowjetischen Truppen aus der ehemaligen DDR 1994 wurden die Fernmeldekompanie und der Turm außer Dienst gestellt. Er wurde seitdem u. a. vom Fraunhofer-Institut für Integrierte Schaltungen aus Erlangen angemietet und genutzt. Wegen Belastung mit Asbest, hoher Unterhaltskosten und fehlender Aussicht auf wirtschaftliche Nutzung soll der Turm 2022 abgerissen werden.
Zwei baugleiche Bundeswehr-Abhöranlagen standen ebenfalls auf Erhebungen unmittelbar an der ehemaligen NATO-Ostgrenze. Dies waren Anlagen nahe der DDR auf dem Hohen Meißner bei Kassel (2002 gesprengt) und in der norddeutschen Tiefebene auf einer 102 m hohen Erhebung in Barwedel in Niedersachsen.